# بياح أصفر العين
بياح أصفر العين أو بوري أصفر العين (الاسم العلمي: Aldrichetta forsteri)، سمكة من فصيلة البياحيات. هي سمكة صغيرة القد تعيش قرب الشواطئ يصل عادًة طولها إلى 30-40 سم. نطاقها الطبيعي في جنوب غرب المحيط الهادئ، أيضًا في غرب أستراليا وجنوب أستراليا وتسمانيا، وفي جميع أنحاء نيوزيلندا وجزر تشاتام. موائلها الخلجان الضحلة والموانئ ومصبات الأنهار.